# 影子內政大臣
影子內政大臣（英語：Shadow Home Secretary）是英國下議院影子內閣的成員，負責監督內政大臣的工作。影子內政大臣一職由英國反對黨領袖委派，並設立於1955年12月14日。
此個職位沒有正式的憲制角色；在下議院議事程序內，該影子大臣享有回應內政大臣的權利。影子內政大臣不僅代表反對黨就英國的治安問題要求內政大臣問責，並負責制定其黨的警務、國家安全、公民、移民及庇護政策，以便贏得下次大選。
現任影子內政大臣是范翹思議員，自2024年11月4日擔任此職位。